# Kaple Panny Marie Sněžné (Budeč)
Kaple Panny Marie Sněžné v Budči je římskokatolická kaple zasvěcená Panně Marii Sněžné.

## Historie

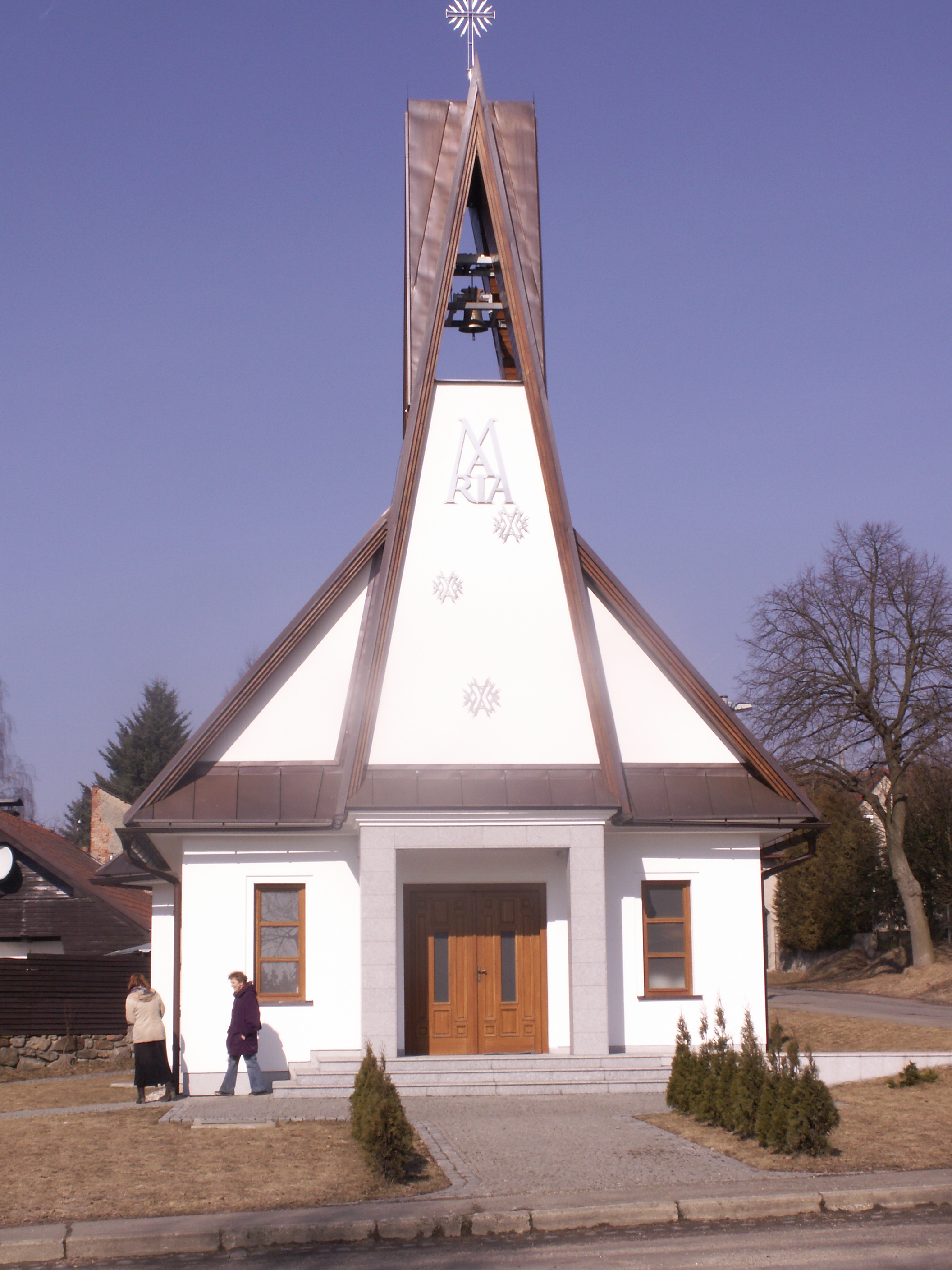
Pohled na kapli zepředu

Kaple byla vystavěna mezi lety 2006–2008, kdy nahradila nedaleko stojící menší kapli z 19. století, která byla zbourána. Kapli slavnostně vysvětil dne 3. srpna 2008 Mons. Jiří Mikulášek. Kaple získala v soutěži Stavba Vysočiny titul Prestižní stavba Vysočiny 2008.

## Vybavení
V kněžišti se nachází oltářní stůl a ambon. Stěny zdobí malovaná křížová cesta. Ve zvonici je zavěšen zvon. Mezi další vybavení zde patří dřevěné lavice.

## Exteriér
Kaple je výraznou dominantou místní návsi, před níž stojí kamenný kříž z roku 1919, původně stojící před starou kaplí.

### Reference

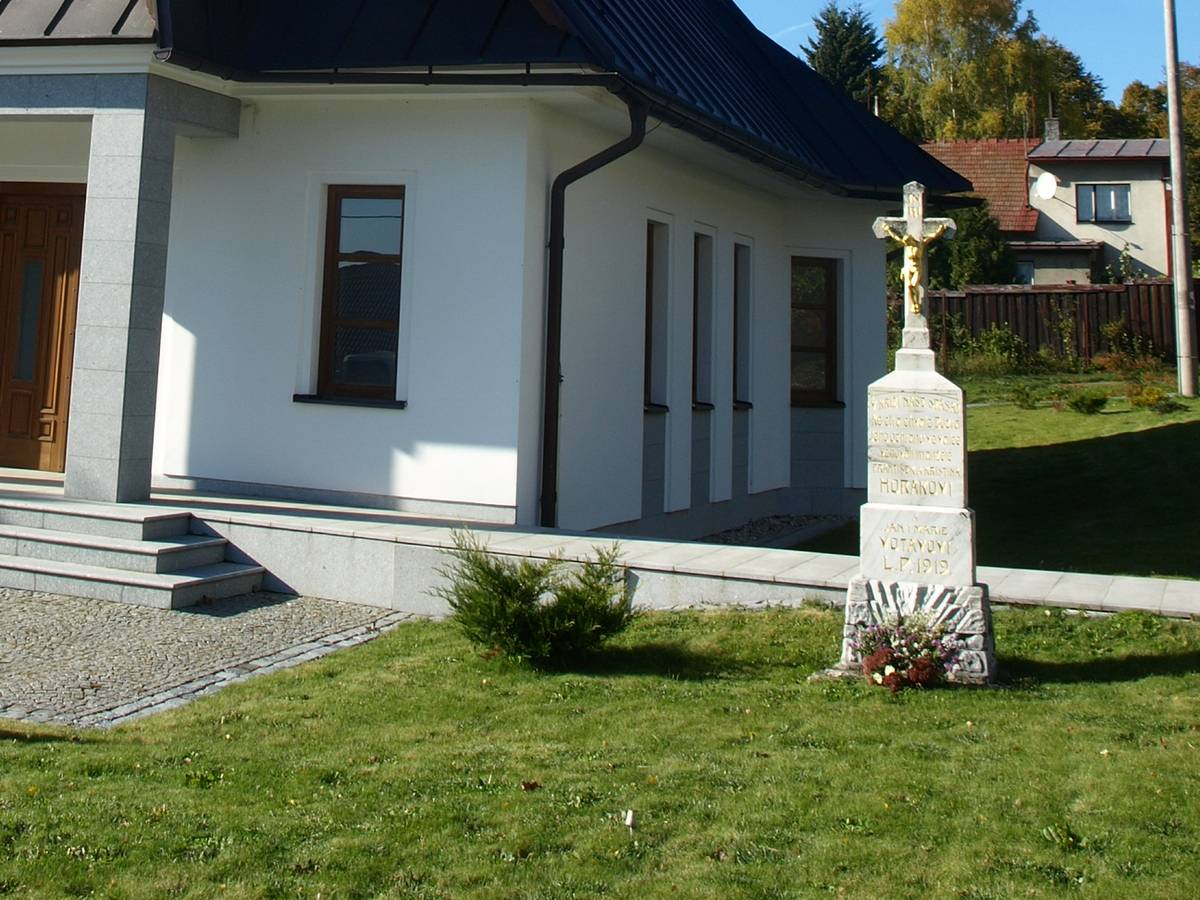
Kříž před kaplí